# あの頃に待ち合わせよう
「あの頃に待ち合わせよう」は、高橋洋子の9枚目のシングル。1994年10月26日にキティレコードから発売された。

## 概要
- キティレコードから発売されたものとしては8枚目のシングル。
- 表題曲はテレビ朝日系『オ・ト・ナにして』の挿入歌[1]。
- 10thシングル「ムーンライト・エピキュリアン」のカップリングにアレンジバージョンが収録されている[2]。
- 同じタイアップである前作の「$1,000,000の恋」とは正反対で、クリスマスをイメージしたバラード曲に仕上がっている。
- カップリングの「私をみつけて」は、高橋がアフリカに旅行をした際に、360度地平線を見てメロディーが出来上がった楽曲である。後に3rdアルバムのタイトルチューンになった[3]。1999年に発売されたアルバム『HARMONIUM』には、アレンジバージョンが収録されている。

## 収録曲
（全作詞：尾上文）
1. あの頃に待ち合わせよう [5:24]
作曲：今井忍[注 1]、編曲：YO!キタロー[注 2]/ボーイ・ミーツ・ガール[注 3]
  - テレビ朝日系『オ・ト・ナにして』挿入歌
2. 私をみつけて [7:40]
作曲：高橋洋子、編曲：柿崎洋一郎
3. あの頃に待ち合わせよう (オリジナル・カラオケ) [5:23]

## 参加ミュージシャン
- アコースティックギター：今井忍（#1）
- アコースティックピアノ：ロケット松（#1）
- キーボード：柿崎洋一郎（#2）
- ドラムス：山木秀夫（#1,2）
- パーカッション：山木秀夫（#1,2）

## 収録シングル・アルバム
| 曲名                   | バージョン           | 収録シングル・アルバム              | 発売日         | 規格品番  | トラック番号 |
| ---------------------- | -------------------- | ----------------------------------- | -------------- | --------- | ------------ |
| あの頃に待ち合わせよう | （原曲）             | 『私をみつけて』                    | 1994年11月26日 | KTCR-1289 | #4           |
| あの頃に待ち合わせよう | （原曲）             | 『toujours III』                    | 1994年12月23日 | KTCR-1300 | #1           |
| あの頃に待ち合わせよう | （原曲）             | 『BEST PIECES』                     | 1996年1月25日  | KTCR-1359 | #3           |
| あの頃に待ち合わせよう | （原曲）             | 『雪の日に』                        | 1996年10月2日  | KTCR-1393 | #3           |
| あの頃に待ち合わせよう | （原曲）             | 『スーパー・バリュー 高橋洋子』     | 2001年12月19日 | UMCK-8005 | #7           |
| あの頃に待ち合わせよう | （原曲）             | 『GOLDEN☆BEST 高橋洋子』            | 2004年2月25日  | UICZ-6055 | #8           |
| あの頃に待ち合わせよう | （原曲）             | 『高橋洋子 ベスト10』               | 2007年1月17日  | UPCY-9080 | #5           |
| あの頃に待ち合わせよう | （原曲）             | 『エッセンシャル・ベスト 高橋洋子』 | 2007年12月19日 | UPCY-9143 | #10          |
| あの頃に待ち合わせよう | （原曲）             | 『高橋洋子 ベストセレクション』     | 2008年11月7日  | TRUE-1004 | #11          |
| あの頃に待ち合わせよう | AMBIENT MIX          | 「ムーンライト・エピキュリアン」    | 1994年12月19日 | KTDR-2123 | #3           |
| あの頃に待ち合わせよう | AMBIENT MIX          | 『BEST PIECES II』                  | 1999年2月24日  | KTCR-1626 | #15          |
| 私をみつけて           | （原曲）             | 『私をみつけて』                    | 1994年11月26日 | KTCR-1289 | #8           |
| 私をみつけて           | （原曲）             | 『BEST PIECES』                     | 1996年1月25日  | KTCR-1359 | #13          |
| 私をみつけて           | （原曲）             | 『スーパー・バリュー 高橋洋子』     | 2001年12月19日 | UMCK-8005 | #9           |
| 私をみつけて           | WATASHI WO MITSUKETE | 『HARMONIUM』                       | 1999年3月17日  | POCH-1770 | #6           |

## カバー
| アーティスト | 収録アルバム                          | 発売日        | 規格品番   | 発売元           | トラック番号 |
| ------------ | ------------------------------------- | ------------- | ---------- | ---------------- | ------------ |
| イルカ       | 『おさなごころ -1995番目の春に想う-』 | 1996年3月16日 | CRCP-20120 | クラウンレコード | #7           |